# Украинская партия социалистов-самостийников
Украинская партия социалистов-самостийников (УПСC) (укр. Українська партія соціалістів-самостійників) — украинская партия национально-радикальной ориентации, созданная 17 декабря 1917 на Всеукраинском съезде самостийников в Киеве. Позиционировала себя как партия трудящихся масс украинского народа.

## Руководящие органы
В состав УПСС вошли члены бывшей Украинской народной партии, военнослужащие, беспартийные, объединяющиеся вокруг Союза украинской государственности.
Председателем УПСС был избран А. Макаренко, товарищами председателя (заместителями) — И. Луценко (представитель Вольного казачества), А. Андриевский, П. Макаренко, секретарями И. Андрущенко, Андрус, В. Зайченко-Жадько.
Печатными органами УПСС были еженедельник «Самостийник», ежедневные газеты «Самостийная Украина», «Украина», «Украинские вести» (Тернополь), «Українська справа», «Украинское дело» (Ровно).

## Программа партии
На съезде УПСС была принята программа партии, главными принципами которой стали:
- немедленное провозглашение самостийной (самостоятельной) Украинской Народной Республики,
- переход земли украинским хлеборобам, земледельцам, а фабрик — украинским рабочим.

Партия выступала за передачу земли крестьянам во временное пользование по трудовой норме. Земельная реформа должна быть проведена поэтапно: сначала ликвидировалась крупная земельная собственность, затем — среднее землевладение, затем — мелкое. Конечной целью реформы должна была стать национальная социализация земли, создание Всеукраинского земельного фонда. Главным условием успешного проведения земельной реформы было создание независимой Украинской Народной Республики.
Программа УПСС предусматривала проведение на демократической основе всеобщих выборов в украинской парламент, органа высшей законодательной власти.
Главой исполнительной власти республики назначался президент, который утверждал правительство — Совет Министров.
Программу дополняли принятые на съезде постановления по земельному, рабочему, административному, судебному, религиозному и др. вопросам.

## Деятельность
Влияние УПСС на деятельность Украинской Центральной Рады было ограниченным.
Социалистическая большинство УЦР считало её буржуазно-помещичьей партией. В конце 1917 УПСС предлагала создать военное правительство во главе с самостийниками, по сути выступая за введение национальной военной диктатуры.
После государственного переворота П. Скоропадского в апреле 1918 УПСС стояла в оппозиции к украинской державной политике гетмана.
В мае 1918 входила в состав Украинского национально-государственного союза. Представителем от УПСС в правительстве в период Директории УНР был А. Андриевский.
Отдельные члены УПСС были членами правительств В.Чеховского и С. Остапенко, в их числе М. Белинский, И. Липа, А. Осецкий, Д. Симонов, А. Шаповал.
Из-за несогласованности с социалистической большинством Директории УНР — 2 сентября 1919 члены УПСС предприняли в Ровно неудачную попытку государственного переворота во главе с атаманом В. Оскилко. Накануне переворота в партии произошел раскол.
После поражением УПСС фактически прекратила свою деятельность.
Отдельные члены УПСС от имени партии продолжали работу в Новой Раде (Совете) Республики.
В январе 1920 постановлением ЦК УПСС были внесены важные изменения в аграрную часть программы партии. Они предусматривали парцелляцию крупной земельной собственности с передачей земли за выкуп безземельным и малоземельным украинским крестьянам, объединение их в кооперативах.
В эмиграции в начале 1920 УПСС попыталась возобновить свою деятельность в Вене, но с 1922 изменила название на Украинскую Народную Партию, которая пробовала активизироваться на Волыни под руководством Владимира Оскилко, некоторое время действовала и издавала в Ровно газету «Дзвін» (1923—1925), после чего исчезла с политической карты Украины.

## Ссылка
- ПРОГРАМА УКРАЇНСЬКОЇ ПАРТІЇ САМОСТІЙНИКІВ-СОЦІАЛІСТІВ (укр.)